# 함흥읍도
함흥읍도(咸興邑圖)는 조선 시대 함경도 감영소재지였던 함흥 일대의 전경(全景)을 담은 일종의 회화식(繪畵式) 지도이다. 2011년 7월 20일 충청남도의 유형문화재 제217호로 지정되었다.

## 개요
《함흥읍도(咸興邑圖)》는 조선시대 함경도 감영소재지였던 함흥 일대의 전경(全景)을 담은 일종의 회화식(繪畵式) 지도이다. 족자의 장황이 일부 훼손되었지만 화면의 보존 상태는 대체로 양호한 편이며 함흥성(咸興城)을 비롯해 외곽으로 흐르는 성천강(城川江)의 만세교(萬歲橋)와 포도(浦島), 그리고 북쪽의 반룡산(盤龍山) 등을 포괄하고 있다. 특히 함흥성 내부의 주요 지형지물을 상세히 재현하고 명칭을 병기하여 제작 당시 관찰영(觀察營)과 본궁(本宮)의 각종 전각과 이름난 누대(樓臺) 등을 파악하는 데 도움을 준다. 18세기 이후 한양과 전주, 평양 등 전국의 주요 성시(城市)의 지도를 회화적으로 형상화하던 분위기를 반영하고 있다.
《함흥읍도(咸興邑圖)》는 종가에 세전(世傳)되어 온 작품이어서 능성구씨 집안 조상의 행적과 연계될 가능성이 엿보이며 이와 관련하여 종가에 내려오는 고문서 중 함경도에서 무관(武官)을 지냈던 구칙(具侙, 1680-1754)과 구재중(具載重, 1770-1832)의 교지(敎旨)가 있다. 구칙이 1745년(영조 21) 회령도호부사(會寧都護府使)에, 구재중이 1818년(순조 18) 장진도호부사(長津都護府使)로 임명된 바 있으며 구칙 혹은 구재중이 함경도 지역에 재임하였다.
《함흥읍도(咸興邑圖)》는 능성구씨 가문에서 가장(家藏)해온 회화식 지도이자 선조의 행적과 직접 연관되는 유물로 보존 상태가 양호하며 세부 구성과 표현이 세밀하여 역사학 및 지리학․ 미술사학 등의 연구 자료로 가치가 높다.

## 참고 자료
- 함흥읍도 - 국가유산청 국가유산포털